# Ordre Pour mes Amis
L'Ordre Pour mes Amis fu un ordine cavalleresco creato nell'ambito del Principato di Isenburg-Birstein.

## Storia
Esso venne fondato nel 1809 dal Principe Carlo di Isenburg-Birstein come ordine massimo della casata di Isenburg-Birstein al fine di ricompensare i meritevoli verso lo stato e verso la casa reale. La dicitura francese e l'inneggio agli amici era ovviamente un richiamo non solo alla tradizione illuminista, ma anche un segno di solidarietà e benemerenza.

## Insegne
La medaglia consisteva in una croce di Malta smaltata di blu, pomata e bordata d'oro. Il medaglione centrale alla croce è smaltato di rosso con le iniziali del fondatore dell'Ordine "C" (Carlo), ed è racchiuso da una fascia smaltata di bianco con inscritta in oro la frase "A SES AMIS 1809" ("ai suoi amici 1809"). Sul retro, si nota la scritta "INCH SOUTIENT L'AMITIE" ("L'ancora supporta l'amicizia"), frase che attornia il medaglione centrale, sempre smaltato di rosso, caricato di un'ancora d'oro.
Il nastro dell'ordine era blu con una fascia gialla per parte.

## Fonti
- Dr. Kurt-Gerhard Klietmann: Ordenskunde Nr. 5, Verlag Die Ordens-Sammlung, Berlin 1958